# Kapteyn b

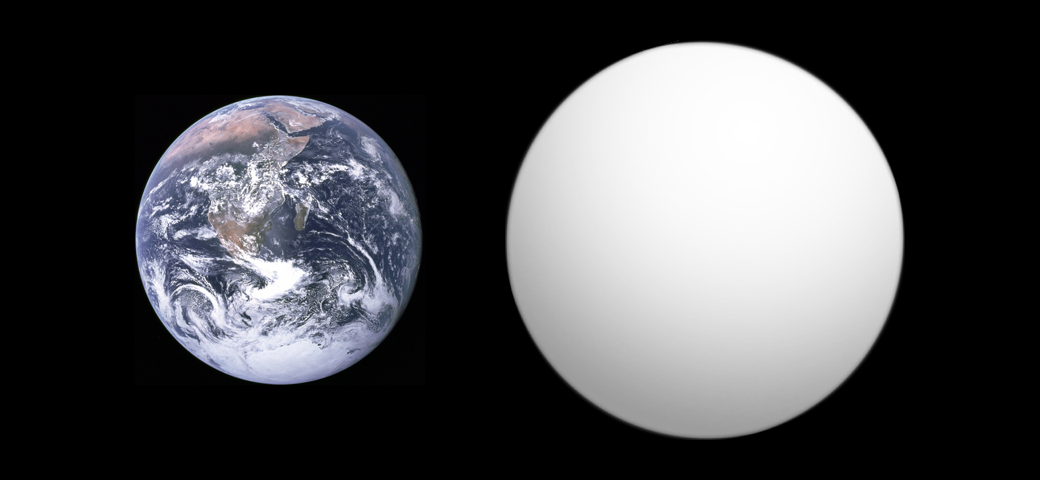
Mărimi comparative ale Terrei și Kapteyn b

Kapteyn b este o exoplanetă care orbitează Steaua lui Kapteyn, aflată la aproximativ 13 ani lumină de Pământ, în constelația sudică Pictorul.
Kapteyn b are o masă de opt ori mai mare decât Pământul, orbitează în jurul stelei odată la 48 de zile și se află în „zona locuibilă”,  putând avea apă în formă lichidă.
Planeta a fost descoperită de către o echipă internațională, formată din cercetători de la universitățile UC Santa Cruz (Steven Vogt și Eugenio Rivera), Carnegie, Queen Mary University și University of Hertfordshire. Kapteyn b a fost detectată cu ajutorul spectrometrului HARPS, care se află la Observatorul European Sudic La Silla din Chile. Confirmări suplimentare referitoare la detectarea planetei au fost obținute de la Observatorul Keck din Hawaii și de la Observatorul PFS din Chile.